# Central India Horse

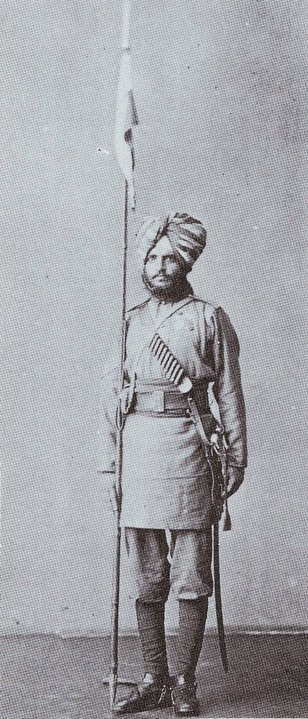
Un havildar du 1st Central India Horse en 1886.

Le Central India Horse était un régiment de cavalerie régulier de l'armée indienne britannique formé au début de la révolte des cipayes par Henry Otway Mayne. Ce régiment sert également durant la Grande Guerre et la Seconde Guerre mondiale,,.
Après l'indépendance de l'Inde, le Central India Horse (21e King George V's Own Horse) est entièrement attribué à l'Inde, alors qu'un escadron punjabi musulman est transféré au 19e King George V's Own Lancers en échange de l'escadron Jat. Lorsque l'Inde devient une république en 1950, le régiment est rebaptisé The Central India Horse, l'un des régiments les plus décorés de l'armée indienne. Le Central India Horse est de nos jours un régiment de chars du 21e Corps de l'armée indienne (Commandement du Sud).